# Гродненська височина

Гродненська височина

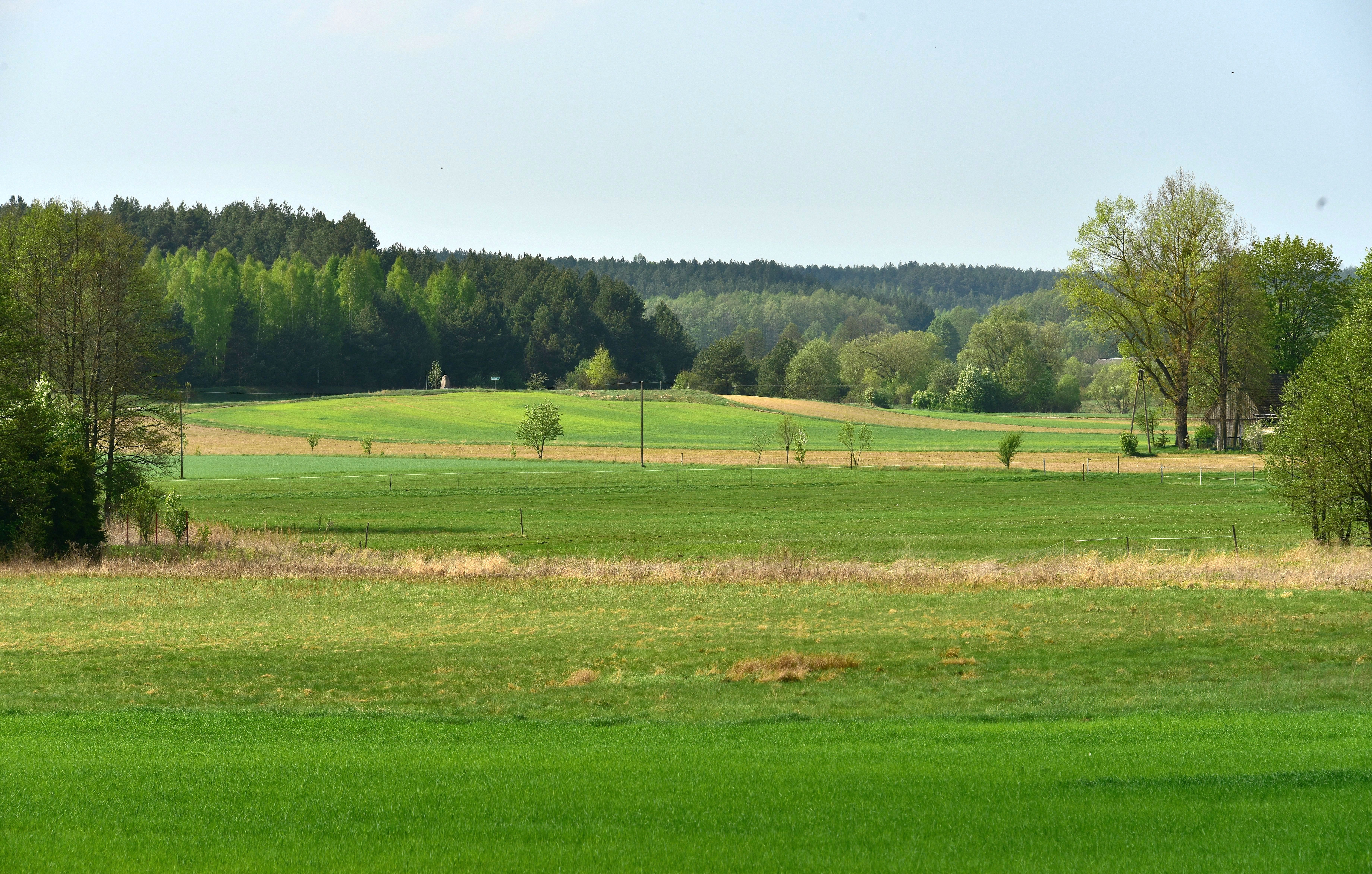
Сокільські пагорби, західна частина Гродненської височини, на околицях села Білогірці (Сокульський повіт, Підляське воєводство, Польща)

Гродненська височина (біл. Грозенскае ўзвышша, пол. Wzgórza Sokólskie) — височина на заході Гродненської області Білорусі, західна частина південно-західної гілки Білоруської гряди. Площа 1,4 тисяч км².
Межує з Волковиською височиною та Німанською низовиною. На заході відроги заходять на територію Польщі. Протяжність з півночі на південь 60 км, із заходу на схід 40 км. Максимальна висота 247 м над рівнем моря. Над Німаном піднята на 157 м. Виділяються окремі кінцево-моренні пасма — Коптевське, Могилянське, Кулевське, Дубровське та інші. Зустрічаються моренні рівнини (Індурська і Ратицька, висота 180 — 210 м) і плато. На сході височини проходить вузька долина прориву Німана. По берегах долини глибокі яри, один з яких — Колодязний Рів — геологічна пам'ятка природи республіканського значення.
Під ріллею близько 40 %, під лісом 9 % території. Ліси соснові зі значною домішкою дуба, клена, ясена, липи. У долині Німана на схилах великих ярів ростуть барбарис, глід, шипшина, в поймах річок — верба, береза, вільха.